# Bayern München-Norwich City
Op 19 oktober 1993 stonden in het Olympiastadion het Duitse Bayern München en het Engelse Norwich City tegenover elkaar in de tweede ronde van de UEFA Cup 1993/94. Bayern München verloor tegen de verwachtingen van Norwich met 2–1.

## Wedstrijd
Middenvelder Jeremy Goss, die ook in de terugwedstrijd van goudwaarde was, en flankspeler Mark Bowen beslechtten het pleit reeds in de eerste helft. Middenvelder Christian Nerlinger scoorde de aansluitingstreffer in de 41ste minuut. Bayern, met spelers als Lothar Matthäus, de Nederlander Jan Wouters, Adolfo Valencia en Mehmet Scholl, wist de voorsprong van Norwich niet meer ongedaan te maken. Doordat Bayern in de terugwedstrijd op Carrow Road op 1–1 bleef steken door toedoen van opnieuw Jeremy Goss, waren de Duitsers uitgeschakeld.
Het duel gaat volgens waarnemers door als het "hoogtepunt in de geschiedenis van Norwich City" en als een "schijnbare afwijking in de geschiedenis van Bayern".

## Voorgeschiedenis
Bayern München haalde de tweede ronde van de UEFA Cup 1993/94 met een dubbele overwinning tegen FC Twente. De club was een vaste klant op het Europese toneel. Destijds had Bayern München vier Europese bekers (de Europacup I werd gewonnen in 1974, 1975 en 1976 en het WK voor clubs in 1976) op de erelijst staan en won twaalfmaal de Bundesliga. Norwich City verbaasde de voetbalwereld. De overwinning van Norwich in het oude Olympiastadion was namelijk de enige overwinning die er door een Engelse club werd behaald. Later, in 2005, verhuisde Bayern München naar de Allianz Arena.
Norwich City mocht deelnemen aan de UEFA Cup omdat de club als derde was geëindigd van de Premier League in het seizoen 1992/93. De club beleefde destijds de tot dusver beste jaren uit de clubgeschiedenis onder leiding van de Welshe trainer Mike Walker en de club mocht door de verrassende eindpositie in de Engelse competitie uitzonderlijk Europees aantreden, namelijk deelname aan de UEFA Cup. Norwich City schakelde in de eerste ronde Vitesse Arnhem uit en maakte op papier weinig kans tegen de Duitsers, die onder leiding stonden van Erich Ribbeck. Toch wonnen de Engelsen.

## Reacties
"Bayern München onderschatte ons. Dat lijdt geen twijfel".
— Jeremy Goss, doelpuntenmaker voor Norwich City, vlakweg in 1999.

 Bij Norwich vonden ze dat sterspeler Lothar Matthäus, de beroemde libero van Bayern die het WK 1990 met Duitsland won, voorbij de piek van zijn carrière was. Matthäus was op dat moment 32 jaar.

"Matthäus was gewoon niet goed genoeg".
— Norwich City-trainer Walker na het laatste fluitsignaal.

 Bayern München en Norwich City hielden elkaar vervolgens op een 1–1 gelijkspel op 3 november 1993, waardoor Bayern München verrassend uitgeschakeld was. Bayern München won dat seizoen niettemin voor de dertiende maal in de geschiedenis de Bundesliga.
Norwich City werd twaalfde in de Premier League en degradeerde een jaar later uit de hoogste klasse.

## Vervolg
De Engelsen werden uiteindelijk over twee duels uitgeschakeld door het Italiaanse Internazionale in de achtste finales. Internazionale won dat seizoen de UEFA Cup.
Drie maanden na de spectaculaire Europese overwinning tegen Bayern München vertrok Norwich-trainer Mike Walker naar Everton, waar hij een club aantrof die in slechtere papieren zat dan Norwich. Met Everton vocht Walker tegen degradatie uit de Premier League.

## Digest
|                       |                |         |                    |                                                                                    |
| 19 oktober 1993 20:45 | Bayern München | 1–2     | Norwich City       | Olympiastadion, München Toeschouwers: 28.500 Scheidsrechter: Leif Sundell (Zweden) |
| 19 oktober 1993 20:45 | Nerlinger 41'  | Verslag | Goss 12' Bowen 30' | Olympiastadion, München Toeschouwers: 28.500 Scheidsrechter: Leif Sundell (Zweden) |

| Bayern München | Norwich City |

| GK             | 1  | Raimond Aumann      |  |     |
| SW             | 10 | Lothar Matthäus     |  |     |
| CB             | 4  | Oliver Kreuzer      |  |     |
| CB             | 5  | Thomas Helmer       |  |     |
| RWB            | 2  | Jorginho            |  |     |
| LWB            | 3  | Christian Ziege     |  | 60' |
| CM             | 6  | Christian Nerlinger |  |     |
| CM             | 7  | Jan Wouters         |  |     |
| AM             | 11 | Mehmet Scholl       |  | 65' |
| CF             | 8  | Marcel Witeczek     |  |     |
| CF             | 9  | Adolfo Valencia     |  |     |
| Wisselspelers: |    |                     |  |     |
| GK             | 12 | Uwe Gospodarek      |  |     |
| MF             | 13 | Michael Sternkopf   |  | 60' |
| MF             | 14 | Olaf Thon           |  |     |
| FW             | 15 | Bruno Labbadia      |  | 65' |
| FW             | 16 | Alexander Zickler   |  |     |
| Coach:         |    |                     |  |     |
| Erich Ribbeck  |    |                     |  |     |

| GK             | 1  | Bryan Gunn      |  |     |
| SW             | 2  | Ian Culverhouse |  |     |
| CB             | 5  | Spencer Prior   |  |     |
| CB             | 4  | Ian Butterworth |  | 56' |
| CB             | 6  | Rob Newman      |  |     |
| RM             | 10 | Ruel Fox        |  |     |
| CM             | 8  | Ian Crook       |  |     |
| CM             | 11 | Jeremy Goss     |  |     |
| LM             | 3  | Mark Bowen      |  |     |
| CF             | 7  | Mark Robins     |  | 15' |
| CF             | 9  | Chris Sutton    |  |     |
| Wisselspelers: |    |                 |  |     |
| GK             | 13 | Scott Howie     |  |     |
| MF             | 12 | Gary Megson     |  |     |
| MF             | 14 | Daryl Sutch     |  | 15' |
| MF             | 15 | Darren Eadie    |  |     |
| MF             | 16 | Andy Johnson    |  |     |
| Coach:         |    |                 |  |     |
| Mike Walker    |    |                 |  |     |